# Lygodactylus broadleyi
Lygodactylus broadleyi (карликовий гекон Бродлі) — вид геконоподібних ящірок родини геконових (Gekkonidae). Мешкає в Танзанії і Кенії. Вид названий на честь британського герпетолога Дональда Джорджа Бродлі.

## Поширення і екологія
Карликові гекони Бродлі відомі з кількох місцевостей, розташованих на сході Танзанії, зокрема в лісі Кілулу поблизу кенійського кордону, в горах Східної Усамбари та в лісі Ківенгома на південь від річки Руфіджі. Крім того, у 2021 році цей вид був знайдений на території Кенії. Карликові гекони Бродлі живуть в сухих і вологих тропічних лісах і рідколіссях, на висоті від 300 до 1200 м над рівнем моря. Ведуть денний спосіб життя, живляться дрібними комахами, відкладають яйця.